# سايبرناوتس
سايبرناوتس (بالإنجليزية: Cybernauts)‏ كانت فرقة تقليد لديفيد بوي، تشكلت كتكريم لميك رونسون، وبرز فيها عضوا ديف ليباردجو إليوت وفيل كولين، وعضوا سبايدرز فروم مارس السابقان تريفور بولدر وميك «وودي» وودمانسي، وعازف لوحة المفاتيح/المغني ديك ديسنت.
أصدرت سايبرناوتس ألبوماً مباشراً واحداً محدود الإصدار في اليابان فقط عبر يونيفرسال ميوزك/فيكتور إنترتينمنت اليابان.

## قائمة الأغاني
1. «واتش ذات مان»
2. «هانغ أون تو يورسيلف»
3. «تشينجز»
4. «ذا سوبرمن»
5. "فايف ييرز"
6. «كراكد أكتر»
7. «مونيج ديدريم»
8. «إينجل نمبر 9»
9. "ذا جين جيني"
10. "لايف أون مارس؟"
11. "ذا مان هو سولد ذا وورلد"
12. "ستارمان"
13. «ذا ويدث أوف أ سيركل»
14. "زيغي ستاردست"
15. «وايت لايت وايت هيت»
16. "روك 'ن' رول سويسايد"
17. "سافراجيت سيتي"
18. "أول ذا يونغ دودز"

في 2001، أصدرت سايبرناوتس مجموعة بقرصي سي دي مكونة من الألبوم المباشر بالإضافة إلى الاسطوانة المطولة ذا فارذر أدفينشرز أوف ذا سايبرناوتس والتي احتوت على تسجيلات استوديو، عبر تسجيلات أراكنوفوبيا بإنجلترا.

## ذا فارذر أدفينشرز أوف ذا سايبرناوتس
1. "مانيك ديبريشن"
2. «أول ذا يونغ دودز»
3. «مونيج ديدريم»
4. «ذا مان هو سولد ذا وورلد»
5. "تايم"
6. "بانيك إن ديترويت"
7. «ليدي غريننغ سول/مونيج ديدريم» (نسخة بديلة)

## وصلات خارجية
- سايبرناوتس على موقع ميوزك برينز (الإنجليزية)
- سايبرناوتس على موقع ديسكوغز (الإنجليزية)

- موقع الفرقة